# 5e méridien est
Pour les articles homonymes, voir 5e méridien.
En géographie, le 5e méridien est est le méridien joignant les points de la surface de la Terre dont la longitude est égale à 5° est.

## Géographie

### Dimensions
Comme tous les autres méridiens, la longueur du 5e méridien correspond à une demi-circonférence terrestre, soit 20 003,932 km. Au niveau de l'équateur, il est distant du méridien de Greenwich de 557 km,.
Avec le 175e méridien ouest, il forme un grand cercle passant par les pôles géographiques terrestres.

### Régions traversées
En commençant par le pôle Nord et descendant vers le sud au pôle Sud, Le 5e méridien est passe par:
| Coordonnées         | Pays, Territoires ou Mer | Notes |
| ------------------- | ------------------------ | --- |
| 90° 00′ N, 5° 00′ E | Océan Arctique           | |
| 81° 22′ N, 5° 00′ E | Océan Atlantique         | |
| 61° 02′ N, 5° 00′ E | Norvège                  | Plusieurs îles, dont Bremangerlandet, Sula, Solund et Sotra, et le continent. Entre à Île Vågsøy (en) dans le Sogn og Fjordane. Sort au sud de Tælavåg dans Hordaland. |
| 60° 13′ N, 5° 00′ E | Mer du Nord              | |
| 53° 17′ N, 5° 00′ E | Pays-Bas                 | Île de Vlieland |
| 53° 16′ N, 5° 00′ E | Mer des Wadden           | |
| 52° 56′ N, 5° 00′ E | Pays-Bas                 | Passe juste à l'est d'Amsterdam, et à l'ouest de Tilburg |
| 51° 26′ N, 5° 00′ E | Belgique                 | Passe par les provinces de Anvers, Limbourg, Brabant flamand, Brabant Wallon, Liège, Namur et Luxembourg.                                                              |
| 49° 47′ N, 5° 00′ E | France                   | Passe juste à l'ouest de Dijon (à 47° 19′ N, 5° 02′ E) |
| 43° 23′ N, 5° 00′ E | Mer Méditerranée         | |
| 36° 49′ N, 5° 00′ E | Algérie                  | |
| 19° 17′ N, 5° 00′ E | Niger                    | |
| 13° 44′ N, 5° 00′ E | Nigeria                  | |
| 5° 50′ N, 5° 00′ E  | Océan Atlantique         | |
| 60° 00′ S, 5° 00′ E | Océan Austral            | |
| 70° 03′ S, 5° 00′ E | Antarctique              | Terre de la Reine-Maud, revendiquée par la Norvège |